# Hennediella serrulata
Hennediella serrulata är en bladmossart som beskrevs av Richard Henry Zander 1993. Hennediella serrulata ingår i släktet Hennediella och familjen Pottiaceae. Inga underarter finns listade i Catalogue of Life.